# タスマニア・ジャックジャンパーズ
タスマニア・ジャックジャンパーズ（Tasmania JackJumpers）は、オーストラリアのNBLに2021-22シーズンより参加しているプロバスケットボールチームである。本拠地はホバートのダーウェント・エンターテインメント・センター。チーム名はタスマニア島に生息するジャックジャンパーアントに由来する。

## 歴史
2020年2月28日、2021-22シーズンからのNBLに参加を認めることが発表された。

## 主な歴代所属選手
- ジョシュ・マゲッティ （2021-）
- ミルトン・ドイル （2022-）
- ジョシュ・アダムス（2021-2022）
- ミカイル・マッキントッシュ （2021-2022）